# کمیته المپیک شیلی
کمیته المپیک شیلی (انگلیسی: Chilean Olympic Committee) یک سازمان ورزشی است که نماینده کشور شیلی در کمیته بین‌المللی المپیک می‌باشد.
این سازمان که در سال ۱۹۳۴ تأسیس شده مسئول آماده‌سازی و اعزام ورزشکاران به بازی‌های المپیک، بازی‌های المپیک جوانان و بازی‌های پان امریکن است.